# Víctor Marchetti
Víctor Rodolfo Marchetti (Buenos Aires, Argentina; 2 de abril de 1949) es un exfutbolista argentino. Jugaba como delantero y su primer equipo fue River Plate. Su último club antes de retirarse fue Unión de Santa Fe.

## Trayectoria
Marchetti empezó su carrera en River Plate, jugando desde 1969 hasta 1974. Luego pasó a Unión de Santa Fe desde febrero de 1975 hasta fines de 1976, siendo el goleador del campeonato Nacional de ese año.

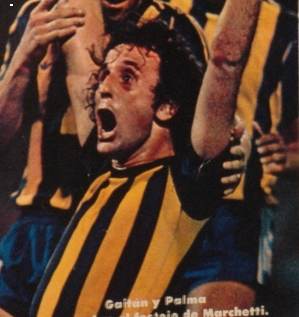
Víctor Marchetti gritando un gol en Rosario Central

Regresó a River en enero de 1977, permaneciendo en el club de Núñez hasta fines de 1978, saliendo goleador del equipo y campeón Metropolitano en 1977. En el club millonario, disputó 174 partidos oficiales marcando 55 goles.
En enero de 1979 partió a Uruguay para jugar en Nacional Uruguay y a mediados de ese año regresó a Argentina para sumarse a San Lorenzo de Almagro, donde no tuvo grandes actuaciones y el club comenzó a tener problemas con el descenso, hecho que se consumó un año más tarde.
Desde agosto de 1980 hasta febrero de 1982 jugó para Rosario Central, en donde también fue campeón y pieza clave en el equipo de Ángel Tulio Zof ganador del Campeonato Nacional de 1980.
Luego de su paso por el club auriazul, recaló en Racing entre fines de febrero de 1982 hasta fines de 1983. En 1984 jugó un año en Unión de Santa Fe, y luego se retiró.
Contando solo partidos de profesionales oficiales de Liga, Marchetti disputó 468 partidos y anotó 141 goles. Contando además los cotejos oficiales de copas internacionales (jugó Copa Libertadores para River y para Rosario Central) jugó un total de 486 partidos profesionales y realizó 148 goles.

## Clubes
| Club                   | País      | Año       |
| ---------------------- | --------- | --------- |
| River Plate            | Argentina | 1969-1974 |
| Unión de Santa Fe      | Argentina | 1975-1976 |
| River Plate            | Argentina | 1977-1978 |
| Nacional               | Uruguay   | 1979      |
| San Lorenzo de Almagro | Argentina | 1979-1980 |
| Rosario Central        | Argentina | 1980-1982 |
| Racing                 | Argentina | 1982-1983 |
| Unión de Santa Fe      | Argentina | 1984      |

## Palmarés

### Campeonatos nacionales
| Título           | Club                  | País      | Año    |
| ---------------- | --------------------- | --------- | ------ |
| Primera División | C. A. River Plate     | Argentina | M-1977 |
| Primera División | C. A. Rosario Central | Argentina | N-1980 |

### Distinciones individuales
| Distinción                                     | Año    |
| ---------------------------------------------- | ------ |
| Máximo goleador de Primera División (12 goles) | N-1976 |